# Jens Beutel

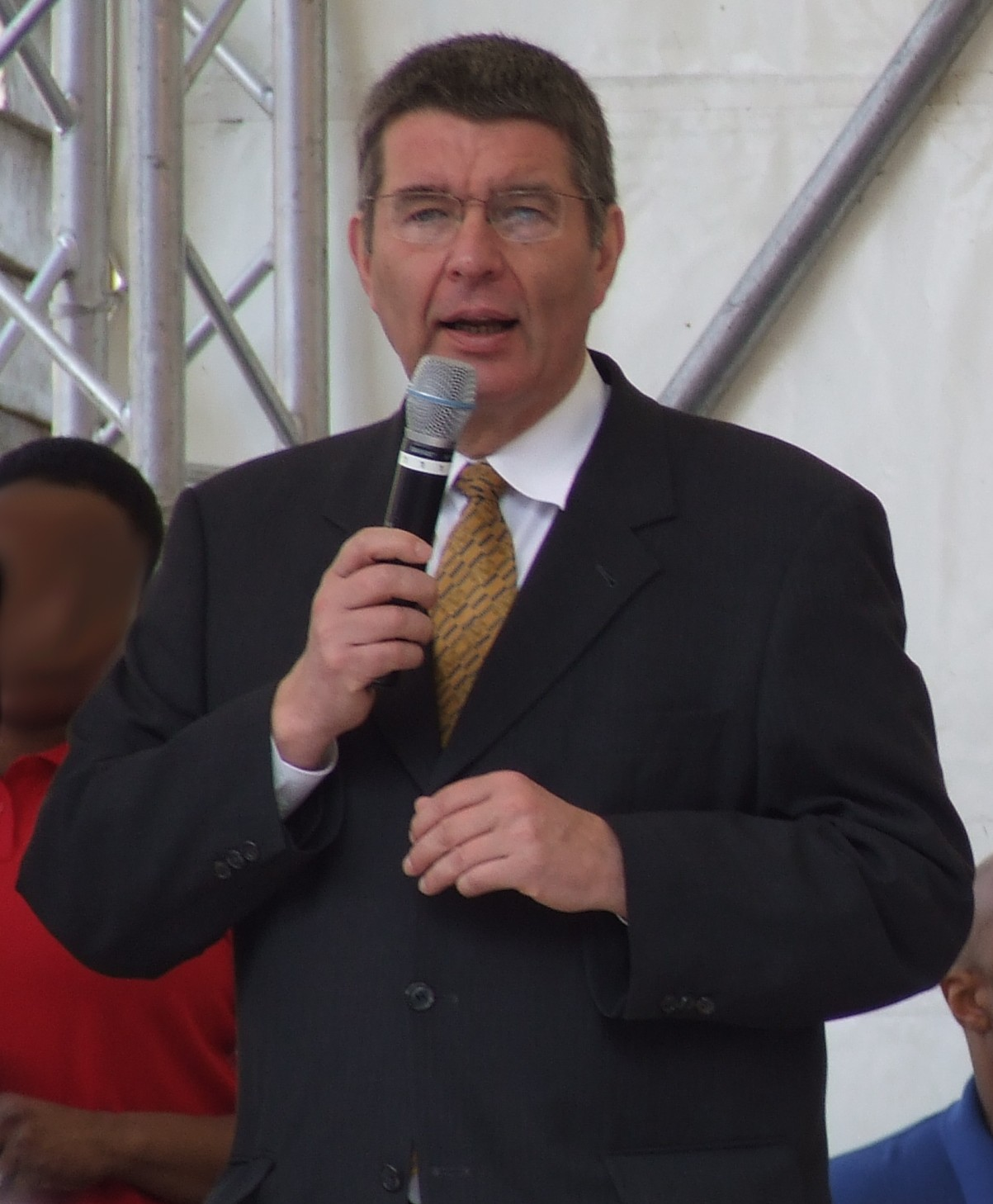
Jens Beutel (2007)

Jens Beutel (* 12. Juli 1946 in Lünen; † 8. Mai 2019) war ein deutscher Jurist und Politiker der SPD. Von 1997 bis 2011 war er Oberbürgermeister der rheinland-pfälzischen Landeshauptstadt Mainz.

## Leben
Jens Beutel besuchte ab 1953 die Volksschule in Haan und wechselte im Jahr 1957 auf das  Gymnasium in Fritzlar. Nach dem Abitur 1966 absolvierte er einen freiwillig auf zwei Jahre verlängerten Wehrdienst. 1968 begann er in Mainz das Studium der Rechtswissenschaften und trat in die SPD ein. In den Jahren 1974 bis 1989 war er Mitglied im Ortsbeirat des Ortsteils Mainz-Mombach.
Beutel starb am 8. Mai 2019 im Alter von 72 Jahren.

### Richter
Im Jahr 1976 schloss Beutel sein Jura-Studium ab und absolvierte das Zweite Staatsexamen. Er wurde Richter am Landgericht Frankenthal, dann in Koblenz und Mainz. Schwerpunkte waren Zivilrecht, Handelsrecht und Strafrecht. Später wurde er Vorsitzender Richter am Landgericht Mainz (Jugend- und Jugendschutzkammer). In dieser Funktion war er auch Vorsitzender Richter im ersten der sogenannten Wormser Prozesse (1993–1996), in denen es um den angeblichen massenhaften sexuellen Missbrauch von Kindern in der Stadt Worms ging. Seine mündliche Urteilsbegründung in diesem ersten Prozess steht im Widerspruch zu der schriftlichen Begründung des Urteils und den in allen drei Prozessen erfolgten Freisprüchen, sie wurde deshalb kritisiert. Beutel behauptete in der mündlichen Urteilsbegründung ein Schutzbedürfnis der Kinder vor ihren Eltern, während das schriftliche Urteil keinen Missbrauch feststellte, da die Beweiskette unzureichend war.

### Oberbürgermeister von Mainz
Im Jahr 1989 wurde Beutel in den Mainzer Stadtrat gewählt, in dem er 1995 SPD-Fraktionsvorsitzender wurde. Im Jahr 1996 kandidierte er erstmals für das Amt des Oberbürgermeisters und gewann in der Stichwahl gegen den CDU-Kandidaten Norbert Schüler. 1997 trat er sein Amt an. Im Jahr 2004 wurde er im ersten Wahlgang für weitere acht Jahre gewählt; seine zweite Amtszeit begann 2005. Zum 1. Januar 2012 trat er in den Ruhestand. Als Oberbürgermeister war Beutel von Amts wegen Aufsichtsratsvorsitzender der Stadtwerke Mainz AG sowie ab 2009 Aufsichtsratsvorsitzender der Kraftwerke Mainz-Wiesbaden und Präsident der Internationalen Gutenberg-Gesellschaft.
Zu den Schwerpunkten der Stadtentwicklung in seiner Amtszeit zählt die Umgestaltung des Rheinufers vom neuen Containerhafen über die Kunsthalle als Teil der neuen Nutzung des ehemaligen Zollhafens bis hin zur Tiefgarage und der damit verbundenen Neugestaltung der Grünanlage am kurfürstlichen Schloss, der Rheingoldhallenerweiterung und der Winterhafenbebauung. Darüber hinaus zu nennen sind unter anderem die Sanierung des Großen Hauses des Staatstheaters, der Umbau der südlichen Altstadt, der Neubau der neuen Mainzer Synagoge, der Bau der Opel Arena und des Hechtsheimer Messegeländes, der Umbau des Mainzer Hauptbahnhofes und des Bahnhofs Römisches Theater sowie die Umsetzung der City-Meile.
Weitere Höhepunkte der Amtszeit bildeten das Gutenberg-Jahr 2000, die Auszeichnung der Stadt Mainz als Stadt der Wissenschaft 2011, der 2001 begonnene Kampf in der von ihm mitbegründeten Zukunftsinitiative Rhein-Main (ZRM) gegen den Ausbau des Frankfurter Flughafens und den damit verbundenen Anstieg des Fluglärms, die Gründung der Zentralen Beteiligungsgesellschaft der Stadt Mainz (ZBM) oder die Aufnahme der Weinstadt Mainz in den Verbund der Great Wine Capitals.
Gegen Ende der Amtszeit Beutels begann die Planung einer Straßenbahntrasse auf den Mainzer Lerchenberg, die Beutel selbst befürwortete. Die Trasse wurde erst nach Beutels Amtszeit, im Jahr 2016, unter dem Namen „Mainzelbahn“ fertiggestellt.

### Privatinteressen

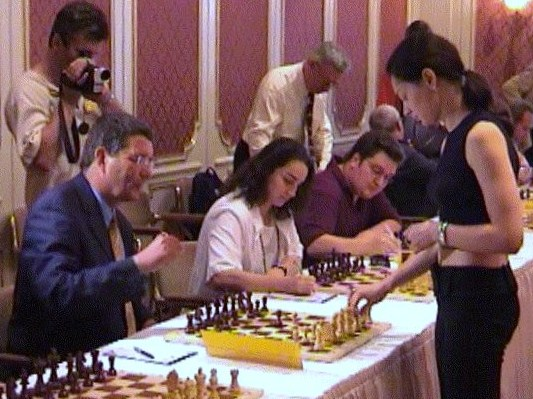
Jens Beutel, Chess Classic Mainz 2002

Zu seinen Hobbys gehörte das Schachspiel. Er spielte in der Oberliga, war zweimal Rheinhessen-Meister und mehrfach Stadtmeister von Mainz. Ab 2001 war er Schirmherr der Turniere Chess Classic, die von 2001 bis 2010 in der Rheingoldhalle in Mainz veranstaltet wurden.

### Ermittlungsverfahren

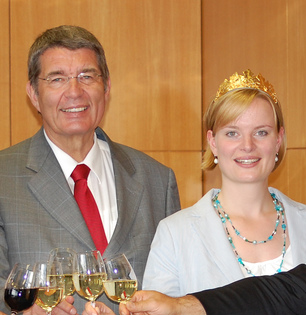
Jens Beutel und die rheinhessische Weinprinzessin Judit Zehe, 2009

Am 16. Juni 2009 wurde bekannt, dass gegen Beutel ein Ermittlungsverfahren wegen Untreue und Vorteilsnahme im Zusammenhang mit der prekären Finanzsituation der Wohnbau Mainz GmbH eingeleitet worden war, woraufhin Beutel sein Amt im Aufsichtsrat niederlegte. Ab November 2009 ermittelte die Staatsanwaltschaft auch in weiteren Fällen wegen Untreue in anderen stadtnahen Gesellschaften. Im Oktober 2010 wurde durch Strafbefehl eine Geldstrafe von 80 Tagessätzen wegen Untreue aufgrund einer Reise ohne dienstlichen Anlass gegen Beutel verhängt, alle weiteren Ermittlungen gegen Beutel in Zusammenhang mit der Wohnbau-Affäre wurden jedoch eingestellt.
Im Oktober 2011 wurden Vorwürfe wegen Vorkommnissen bei einer Dienstreise nach Ruanda laut.
Zum 1. Januar 2012 trat er vor Ablauf seiner zweiten Amtszeit in den Ruhestand.

### Ehrungen
- Am 8. Oktober 2005 erhielt er die Ehrenmedaille der Mainzer Partnerstadt Dijon aus der Hand deren Bürgermeisters François Rebsamen.
- Am 15. Dezember 2011 erhielt er den Ehrenring der Stadt Mainz für nahezu vier Jahrzehnte kommunalpolitische Tätigkeit in der Landeshauptstadt aus der Hand des Bürgermeisters Günter Beck.[10]